# جان وب (بازیکن فوتبال)
جان وب (انگلیسی: John Webb؛ زادهٔ ۱۰ فوریهٔ ۱۹۵۲) بازیکن فوتبال اهل بریتانیا است. وی در پست دفاع در انگلستان و آمریکای شمالی در بیش از ۱۵۰ مسابقه بازی کرده‌است.
از باشگاه‌هایی که در آن بازی کرده‌است می‌توان به باشگاه فوتبال ترانمره راورز، باشگاه فوتبال لیورپول، باشگاه فوتبال پلیموث آرگیل، و باشگاه فوتبال ام‌وی‌وی ماستریخت اشاره کرد.